# Чо Хэ Ри
Чо Хэ Ри (кор. 조해리, 趙海利, р. 29 июля 1986) — южнокорейская шорт-трекистка, 9-ти кратная чемпионка мира и чемпионка Олимпийских игр 2014 года. Окончила Корейский национальный университет спорта на факультете физического воспитания.

## Биография
Чо Хэ Ри родилась в 1986 году в Сеуле и являлась единственной дочкой отца Чо Сан Гу и матери Ю Ин Чжа. Она начала кататься зимой 1992 года, когда пошла в начальную школу Синёнсан, и занялась шорт-треком в возрасте 8-ми лет под руководством тренера Мо Джи Су, переехав для тренировок на ледовый каток Мокдон. Позже перевелась в среднюю школу для девочек Сехва и в 2001 году впервые попала в деревню атлетов Тэрын. 
В 2002 году стала обладательницей бронзовой медали в многоборье на чемпионате мира среди юниоров в Чхунчхоне, а также выиграла золотые медали в беге на 1000 метров и в эстафете. Она не смогла поехать на Олимпийские игры 2002 года из-за ограничении в возрасте, на тот момент ей ещё не было 16 лет.
В 2003 году завоевала золотую, серебряную и бронзовую медали зимних Азиатских игр в Аомори, а также стала обладательницей золотой медали командного чемпионата мира в Софии. Через год в марте завоевала золотые медали на чемпионате мира в Гётеборге, и чемпионате мира среди команд в Санкт-Петербурге. В 2005 года она поступила на факультете физического воспитания Корейского университета.
Чо Хэ Ри была хорошо готова к Олимпийским играм в Турине, но травма лодыжки помешала ей выступить и на второй Олимпиаде. В 2007 году завоевала две серебряные медали зимней Универсиады.
В 2010 году Чо Хэ Ри наконец участвовала в составе южнокорейской команды в зимних Олимпийских играх в Ванкувере, но не смогла завоевать медалей (она стала 10-й на дистанции 500 м, 4-й на дистанции 1000 м и 5-й на дистанции 1500 м), однако в марте на чемпионате мира в Софии завоевала серебро в беге на 1000 м, бронзу на 1500 м и бронзу в общем зачёте, а также золото в составе эстафетной команды, следом взяло золото командного чемпионатов мира в Бормио. 
В феврале 2011 года она стала обладательницей золотой медали в беге на 1500 м и двух серебряных на дистанции 1000 м и в эстафете на зимних Азиатских играх в Алматы-Астане, а в марте на чемпионате мира в Шеффилде наконец стала чемпионкой в общем зачёте, выиграв в беге на 1000 м и заняв третье место на 1500 м, тогда же стала обладательницей золотой медали последнего чемпионата мира среди команд в Варшаве. 
На чемпионате мира в Шанхае 2012 года завоевала золотую медаль в беге на 1000 м и бронзовую в эстафете.
В 2014 году на зимних Олимпийских играх в Сочи Чо Хэ Ри стала обладательницей золотой медали в эстафете. В апреле завершила карьеру, а в сентябре начала заниматься воспитанием юниоров и воплощением мечты в Goyang Eoullim Nuri Ice Maru». 
Чо Хэ Ри работала бьюти-комментатором на SBS, а также телекомментатором на Олимпийских играх в Пхенчхане. После зимних Олимпийских игр в Пхенчхане в 2018 году работала в Управляющей корпорации города Коян. Также проводила консультации по управлению катком Ice Maru, консультации для членов и семинары. Вышла замуж за Ким Джун Гона 23 октября 2019 года, родила сына Сон Мин-Джун Кима 16 апреля 2021 года. Она также в 2021 году участвовала в телевизионном проекте «Играем в сестру», популярный в Южной Корее.